# Павел Грудинин
Павел Николаевич Грудинин (на руски: Па́вел Никола́евич Груди́нин) е руски инженер, юрист и политик.

## Биография
Павел Грудинин е роден на 20 октомври 1960 г. в Москва. Година по-късно родителите му се преместват в Ленински район, Московска област.
След завършване на средното си образование през 1977 г., той постъпва в Инженерно-икономическия факултет на Московския институт на селскостопанските инженери, който завършва през 1982 г. със специалност „Машинен инженер“. През 1982 г. получава диплома за висше инженерно образование в Московския държавен агроинженерен университет „В. П. Горячкин“.
Грудинин не е минавал военна служба, бил е офицер от запаса.
През 2001 г. получава второ висше образование – завършва задочно Руската академия за публична администрация при Президента на Руската федерация със специалност „Юриспруденция“.
На президентските избори в Русия през 2018 г. е кандидат за президент, издигнат от Комунистическата партия. Грудинин се нарежда на 2-ро място, с близо 12% подкрепа.